# Iwan Wladimirowitsch Alypow
Iwan Wladimirowitsch Alypow (russisch Иван Владимирович Алыпов, wiss. Transliteration Ivan Vladimirovič Alypov, * 19. April 1982 in Swerdlowsk) ist ein ehemaliger russischer Skilangläufer.

## Werdegang
Alypow trat international erstmals im Januar 2002 bei den Juniorenweltmeisterschaften in Schonach in Erscheinung. Dort belegte er den 19. Platz im 30-km-Massenstartrennen und den vierten Rang im Sprint. Im folgenden Jahr gewann er bei der Winter-Universiade 2003 in Tarvisio Gold im 30-km-Massenstartrennen. Zudem wurde er Zehnter im Sprint und 20. über 10 Kilometer in der klassischen Technik. Sein erstes Weltcuprennen lief er zu Beginn der Saison 2003/04 in Düsseldorf, welches er auf dem 49. Platz im Sprint beendete. Im weiteren Saisonverlauf gewann er zunächst mit dem 17. Platz im Skiathlon in Falun seine ersten Weltcuppunkte und erreichte in Otepää mit dem dritten Platz im 30-km-Massenstartrennen und mit der Staffel seine ersten Podestplatzierungen im Weltcup. Im Februar 2004 kam er mit dem zweiten Platz im Teamsprint in Oberstdorf zusammen mit Wassili Rotschew erneut aufs Podium und erreichte mit dem achten Rang im Sprint in Trondheim eine weitere Top Zrhn Platzierung im Weltcupeinzel. Zum Saisonende belegte er den 41. Platz im Gesamtweltcup. Zu Beginn der folgenden Saison holte er im Teamsprint in Bern zusammen mit Wassili Rotschew seinen einzigen Weltcupsieg. Sein bestes Saisonresultat im Weltcupeinzel war der 12. Platz im Sprint in Nové Město. Bei den nordischen Skiweltmeisterschaften 2005 in Oberstdorf errang er den 34. Platz im Sprint und den achten Platz im Teamsprint. Das Rennen über 50 Kilometer beendete er nicht. In der Saison 2005/06 kam er im Weltcupeinzel 12-mal in die Punkteränge. Seine beste Platzierung dabei war der sechste Rang über 15 km Freistil in Canmore. Im Januar 2006 wurde er russischer Meister über 50 km. Beim Saisonhöhepunkt den Olympischen Winterspielen 2006 in Turin holte er mit Wassili Rotschew die Bronzemedaille im Teamsprint. Zudem errang er den 28. Platz im Sprint und den sechsten Platz mit der Staffel. Die Saison beendete er auf dem 35. Platz im Gesamtweltcup. In der folgenden Saison erreichte er im Weltcup meist Platzierungen im Mittelfeld. Bei der Tour de Ski 2006/07 belegte er den 29. Platz. Dabei wurde er Zweiter im 30-km-Massenstartrennen in Cavalese. Bei den nordischen Skiweltmeisterschaften 2007 in Sapporo kam er auf den 39. Platz im 50-km-Massenstartrennen. Nach zwei Starts im Weltcup, welche er außerhalb der Punkteränge beendete, zu Beginn der Saison 2007/08 startete er in Krasnogorsk erstmals im Eastern Europe Cup und belegte dabei den 43. Platz über 15 km klassisch. Im weiteren Saisonverlauf holte er im Skiathlon in Rybinsk seinen ersten Sieg im Eastern Europe Cup und errang zum Saisonende den 17. Platz in der Gesamtwertung. In der folgenden Saison kam er im Weltcup viermal in die Punkteränge. Im Februar 2009 erreichte er im Eastern Europe Cup in Rybinsk den dritten Platz über 15 km klassisch. Zu Beginn der Saison 2009/10 siegte er beim Eastern Europe Cup in Werschina Tjoi über 15 km Freistil und im Sprint. Über 10 km klassisch wurde er Dritter. Es folgten in Krasnogorsk ein weiterer Sieg. Bei der Tour de Ski 2010 wurde er wegen auffällig hoher Blutwerte für 14 Tage schutzgesperrt. Zum Saisonende gewann er die Gesamtwertung des Eastern Europe Cups. Auch in den folgenden Jahren bis zu seiner letzten aktiven Saison 2013/14 startete er vorwiegend im Eastern Europe Cup. Dabei errang er meist Platzierungen außerhalb der Punkteränge.

## Erfolge

### Weltcupsiege im Team
| Nr. | Datum            | Ort  | Disziplin             |
| --- | ---------------- | ---- | --------------------- |
| 1.  | 5. Dezember 2004 | Bern | Teamsprint Freistil 1 |

### Siege bei Continental-Cup-Rennen
| Nr. | Datum             | Ort            | Disziplin       | Serie              |
| --- | ----------------- | -------------- | --------------- | ------------------ |
| 1.  | 17. Februar 2008  | Rybinsk        | 20 km Skiathlon | Eastern Europe Cup |
| 2.  | 23. November 2009 | Werschina Tjoi | Sprint Freistil | Eastern Europe Cup |
| 3.  | 24. November 2009 | Werschina Tjoi | 15 km Freistil  | Eastern Europe Cup |
| 4.  | 23. Dezember 2009 | Krasnogorsk    | 15 km Freistil  | Eastern Europe Cup |

## Weltcup-Gesamtplatzierungen
| Saison  | Gesamt | Gesamt | Distanz | Distanz | Sprint | Sprint |
| Saison  | Punkte | Platz  | Punkte  | Platz   | Punkte | Platz  |
| ------- | ------ | ------ | ------- | ------- | ------ | ------ |
| 2003/04 | 144    | 41.    | 80      | 36.     | 64     | 28.    |
| 2004/05 | 53     | 72.    | 14      | 69.     | 39     | 32.    |
| 2005/06 | 155    | 35.    | 91      | 38.     | 64     | 27.    |
| 2006/07 | 44     | 80.    | 7       | 91.     | 29     | 48.    |
| 2007/08 | 26     | 98.    | 14      | 68.     | 12     | 88.    |
| 2008/09 | 34     | 99.    | 7       | 100.    | 27     | 61.    |
| 2009/10 | 62     | 87.    | 8       | 108.    | 54     | 44.    |